# Icon (Stargate SG-1)
Icon (Icono) es el quinto episodio de la octava temporada de la serie de televisión de ciencia ficción Stargate SG-1. Corresponde al episodio N.º 159 de la serie.

## Trama
Todo comienza con Daniel Jackson despertando gravemente herido en otro planeta, mientras una joven mujer lo atiende. Ella le dice que esta seguro allí, pero él no puede dejar de pensar que todo lo que ocurrido en ese mundo es por culpa de la llegada de su equipo.
Hace 3 meses, en un museo un grupo de turistas observa el "anillo de Avidan" (el Stargate), cuando repentinamente este se activa, y un MALP aparece. Poco después, el SG-1 llega y es recibido por el Comandante Gareth y su ayudante mayor, Jared Kane. Ellos les dan la bienvenida al Protectorado de Rand, pero también confiesan que la activación del Portal ha causado revuelo en los fanáticos religiosos que creen que su mundo, Tegalus, fue gobernado una vez por poderosos dioses (los Goa'uld).
Un mes después, Daniel informa que la activación del Portal ha estremecido la frágil tregua entre las 2 naciones del planeta, poniéndolas al borde de la guerra. Daniel informa al Gral. O'Neill que la Federación Caledonia y el Protectorado de Rand han estado en una guerra fría durante largo tiempo y que poseen suficientes armas que destruirse mutuamente, pero que existe una tercera facción que compite por el poder. Un grupo fanático dirigido por un hombre llamado Soren que cree que el planeta fue gobernado una vez por dioses poderosos que algún día volverían y recompensaran a sus fieles; la activación de la Puerta ha dado al grupo la evidencia necesaria para probar que estaban en lo cierto. Daniel piensa que sus números aumentarán y que se rebelarán a menos que puedan evitarlo. Él logra convencer a O'Neill para que lo deje volver a Tegalus.
Otras dos semanas pasan, y Daniel no logra tranquilizar a los Caledonios. Para empeorar las cosas, Soren está reuniendo a sus seguidores y los guía en una sublevación contra Rand, tomando varias localidades del país. Esto obliga a Gareth a aumentar el nivel alerta militar, mientras intentan pacificar las áreas de rebelión. Ante esta crisis en Rand, los Caledonios también elevan su estado de alerta, y amenazan con destruir puestos militares de Rand para evitar que caigan en manos de Soren. El Ministro Treydan de Caledonia promete que si Rand no puede controlar la situación, la consideraran como un acto de guerra.
Poco después, las fuerzas rebeldes atacan y capturan una instalación de misiles de Rand. Ante esto, los Caledonios ordenan destruir todas las instalaciones de misiles de Rand. Gareth se ve obligado a responder. 
Luego del devastador ataque de misiles, Jarred Kane informa a Gareth que los rebeldes se acercan al búnker donde se encuentran ellos y que deben huir. Kane procura llevar a Daniel al Portal antes que los capturen, pero los rebeldes irrumpen en el lugar, obligándolos a escapar a la superficie. Durante la huida Kane es herido, mientras el Comandante Gareth es capturado y ejecutado al poco tiempo. Con Soren controlando ahora el Protectorado de Rand y el Portal, Daniel queda atrapado en el planeta.
Mientras Daniel se recupera de sus lesiones, utiliza una radio para intentar comunicarse con el Comando Stargate. Él todavía se siente culpable por lo ocurrido en Tegalus, pero Leda, la mujer que lo cuidó, insiste en que resultó mejor que fueran ellos los que llegaran por el Portal, en vez de los Goa'uld. Ella le explica que las tensiones entre Rand y Caledonia han existido desde hace décadas, y que la llegada del SG-1 simplemente fue un catalizador; el conflicto habría sucedido de todas formas. Luego Kane llega a la casa donde se encuentran, e informa a Daniel las últimas noticias: Están ejecutan a los que no siguen a Soren.
Mientras tanto, el SGC sigue intentando contactarse con Daniel Jackson. SG-9 intenta negociar acceso al planeta para buscarlo, pero Soren cree que esto no es apropiado. O'Neill invita a Soren al SGC, donde intenta negociar la devolución de Daniel a cambio de ayuda médica para la gente de Tegalus. Sin embargo, Soren solo está interesado en tecnología de armas; descubren que él planea invadir Caledonia. No llegando a acuerdo alguno, Soren se marcha, no obstante, en ese momento Carter logra entrar en contacto con Daniel, quien propone un ataque coordinado contra el cuartel de Soren, y utiliza palabras Goa'uld para informar al SGC sobre los detalles del plan, evitando que los rebeldes adviertan lo que sucede. Carter y Teal'c juntan las palabras del plan, y este es aprobado por el general O'Neill.
Daniel discute el plan con Kane, y logra convencerlo. No obstante la pequeña resistencia, reunida en la casa de Leda, casi es descubierta cuando una patrulla de Soren inspecciona el lugar; Leda logra convencerlos de que no sucede nada. Luego de que la patrulla se retira, Kane, Daniel y el resto de los hombres parten hacia el cuartel de Soren en la ciudad.
Más adelante, el equipo de Daniel se reúne con los equipos SG enviados, encima de la sala de mando principal de Soren y le ordenan rendirse. Cuando uno de los tenientes de Soren intenta disuadirlo de pelear contra los "legitimistas", este lo tira al suelo y pide a los otros que luchen. Como todos rechazan, él decide salir a pelear solo. Carter le ordena bajar su arma, pero cuando éste aparentemente lo iba a hacer, Kane le dispara, matándolo. 
Mientras contemplan el cuerpo muerto de Soren, Daniel le advierte a Kane que al matarlo ha convertido a Soren en un mártir, pero que aun así mantendrá su promesa de ayudar a Tegalus.

## Artistas invitados
- Matthew Bennett como Jared Kane.
- Amy Sloan como Leda Kane.
- Timothy Webber como el Comandante Gareth.
- James Kidnie como Soren.
- Gary Jones como Walter Harriman.
- Chris Redmond como Tian.
- Richard Side como el guía.[3]
- Leanne Adachi como Ayudante rebelde.[3]
- Preston Cook como hombre de radio.[3]
- Charles Zuckermann como Soldado rebelde.[3]